# Stefan Kupfernagel
Stefan Kupfernagel (Koblenz, 16 de juliol de 1977) va ser un ciclista alemany que fou professional entre 2000 i 2005. Durant els primers anys va competir en ciclocròs, on va obtehir alguns èxits. Un cop en la ruta va competir principalment en curses a Alemanya.
És germà de la també ciclista, i medallista olímpica a Sydney, Hanka Kupfernagel.

## Palmarès
- 1998
  - 1r al Campionat d'Alemanya de ciclocròs sub-23
- 2004
  - 1r a la Noord Nederland Tour juntament amb 21 ciclistes[1]
  - 2n a la Volta a la Baixa Saxònia